# 贵宾犬
貴賓犬（又名貴婦犬，法語：Caniche，德語：Pudel）是一種水獵犬。

## 犬種歷史

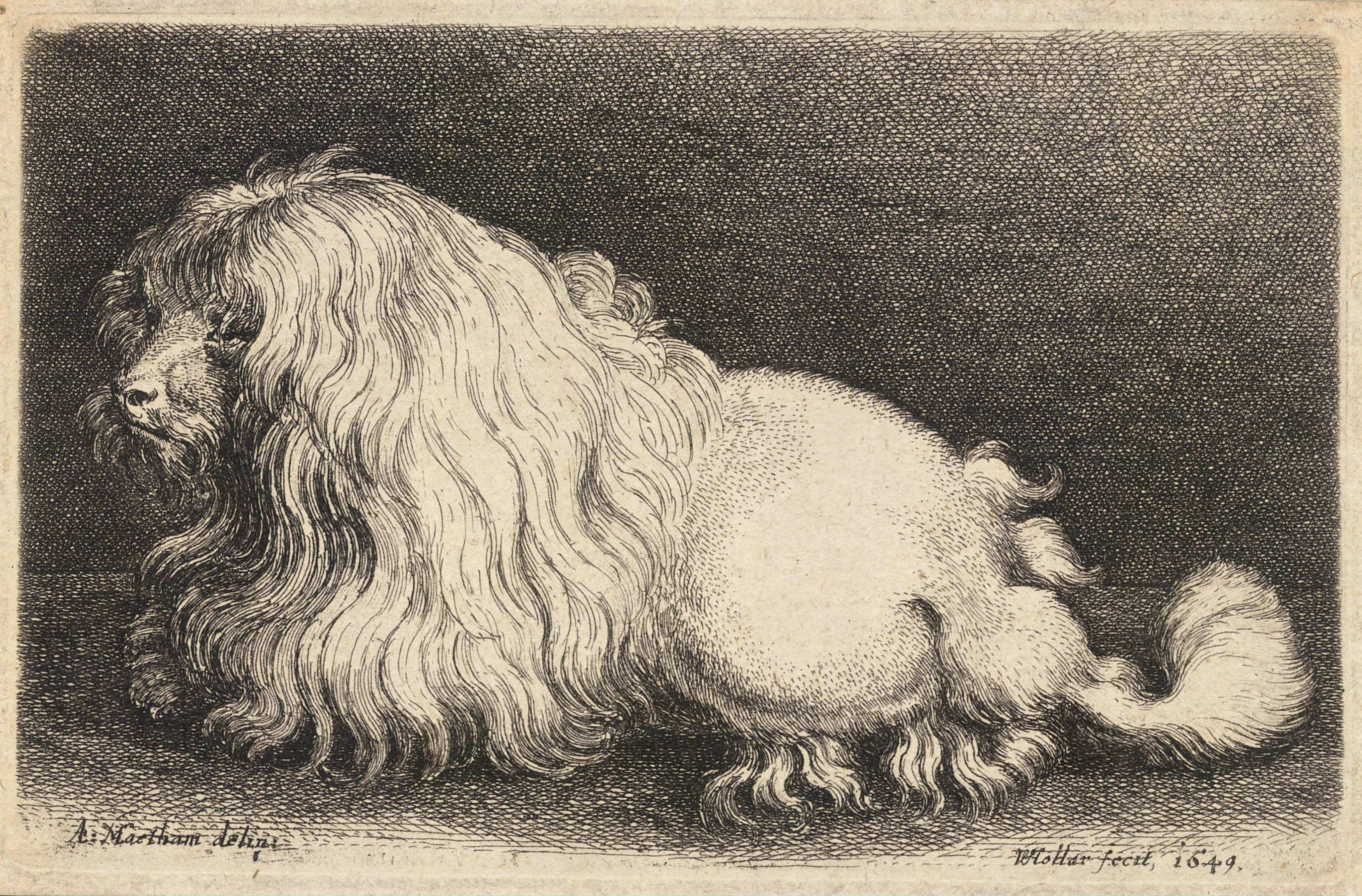
17世紀石版畫中的貴賓犬

大多數犬種專家認為貴賓犬源自中世紀德國，原始品種與今天的標準貴賓犬（Standard Poodle）類似，是德國的水獵犬。 支持此理論的觀點認為英語的犬名（Poodle）是來自德語（Pudel），詞源為低地德語的"puddeln"，意為「潑水」。另外在數位德國畫家，早至17世紀的畫作中，可以看到貴賓犬的特徵。 也有犬類專家認為貴賓犬起自法國（稱為 "Caniche" ，法語意為「獵鴨犬」），起源自法國的水獵犬 Barbet，而此觀點由FCI接受。 還有人認為貴賓犬來自俄國、皮埃蒙特、西北非等地。
不論原產地為何，由德文與法文名稱，可見現代貴賓犬的祖先在獵人獵捕水鳥時，協助取回獵物或是未中目標的箭頭與子彈。 貴賓犬獨特的修剪方式與打獵有關，胸部附近的長毛在冰冷的水中可以保護重要器官，下半身剃短毛可以減少游泳時的阻力，但腿上一簇簇的毛有助於在水中游泳提供推力。
由於貴賓犬聰明又容易訓練，愛活動還有逗趣的外表，經常在馬戲團中演出（尤其是在法國）。 法國的馬戲團選殖較小的貴賓犬以便運輸與管理，於是貴賓犬體型越來越小，出現了現在所謂的迷你貴賓犬（Miniature Poodle）的品種。 貴賓犬在馬戲團經常表演特技，例如走鋼絲、喜劇表演，甚至魔術和紙牌戲法。
據稱標準貴賓犬是歷史最悠久的貴賓犬，但有證據顯示人們很快就培養出體型更小的貴賓犬。最小的玩具貴賓犬是在18世紀於英格蘭培養出來。

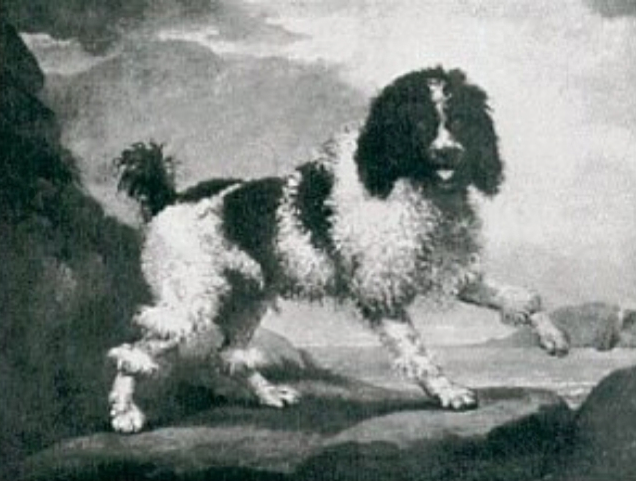
18世紀畫家George Stubbs畫作中的貴賓犬，畫題為"The Poodle"。

20世紀的育種者繼續將迷你貴賓犬體型縮小，到了1907年正式被稱為玩具貴賓犬，成為廣受喜愛的寵物犬。 最初的育種過程不負責任地只求縮小體型，常常出現畸形或是有行為問題的小狗。後來改進了育種方式，終於出現了與原始品種外觀一致的小型犬。 後續還有育種過程將貴賓犬體型變得更小，稱為「茶杯貴賓犬（Teacup Poodle）」，但這類犬隻有嚴重的基因問題。
最後一個被認可的貴賓犬品種是中型貴賓犬（Medium Poodle），其大小介於標準貴賓犬和迷你貴賓犬之間。並非所有的犬會都將中型貴賓犬認為獨立品種，但被FCI與多數歐洲犬會認可。 增加此一體型分類的原因，可能是為了在狗展比賽中，分散各組的參賽數量。

## 特徵
貴賓犬個性活潑。不列顛哥倫比亞大學的心理學家－斯坦利·科伦，於1995年，在約200名狗隻服從專業裁判的調查下，給出了一份涉及一百一十個品種的智力排行榜。貴賓犬在服從性以及智商，排名均為小型犬的冠軍，所有犬種的第二。

### 分類
貴賓犬因為體型而分成不同品系。FCI的品種標準，規定標準貴賓犬介於 45 和 62 公分（18 和 24 英寸）之間，中型貴賓犬介於 35 和 45 公分之間（14 和 18 英寸），迷你貴賓犬介於 28 和 35 公分之間（11 和 14 英寸），玩具貴賓犬介於 24 和 28 公分（9.4 和 11.0 英寸）之間。有些註冊組織不承認中型貴賓犬品種；這類組織的標準為標準貴賓犬在38和60 公分（15和24英寸）之間，迷你貴賓犬在28和38公分（11和15英寸）之間，玩具品種尺寸一樣是介於 24 和 28 公分（9.4 和 11.0 英寸）之間。 體重方面，健康的成年標準貴賓犬通常在 20 至 32 公斤，中型貴賓犬在 15 和 19 公斤，迷你貴賓犬介於 12 至 14公斤，而玩具貴賓犬介於 6.5 和 7.5公斤之間。

## 照片

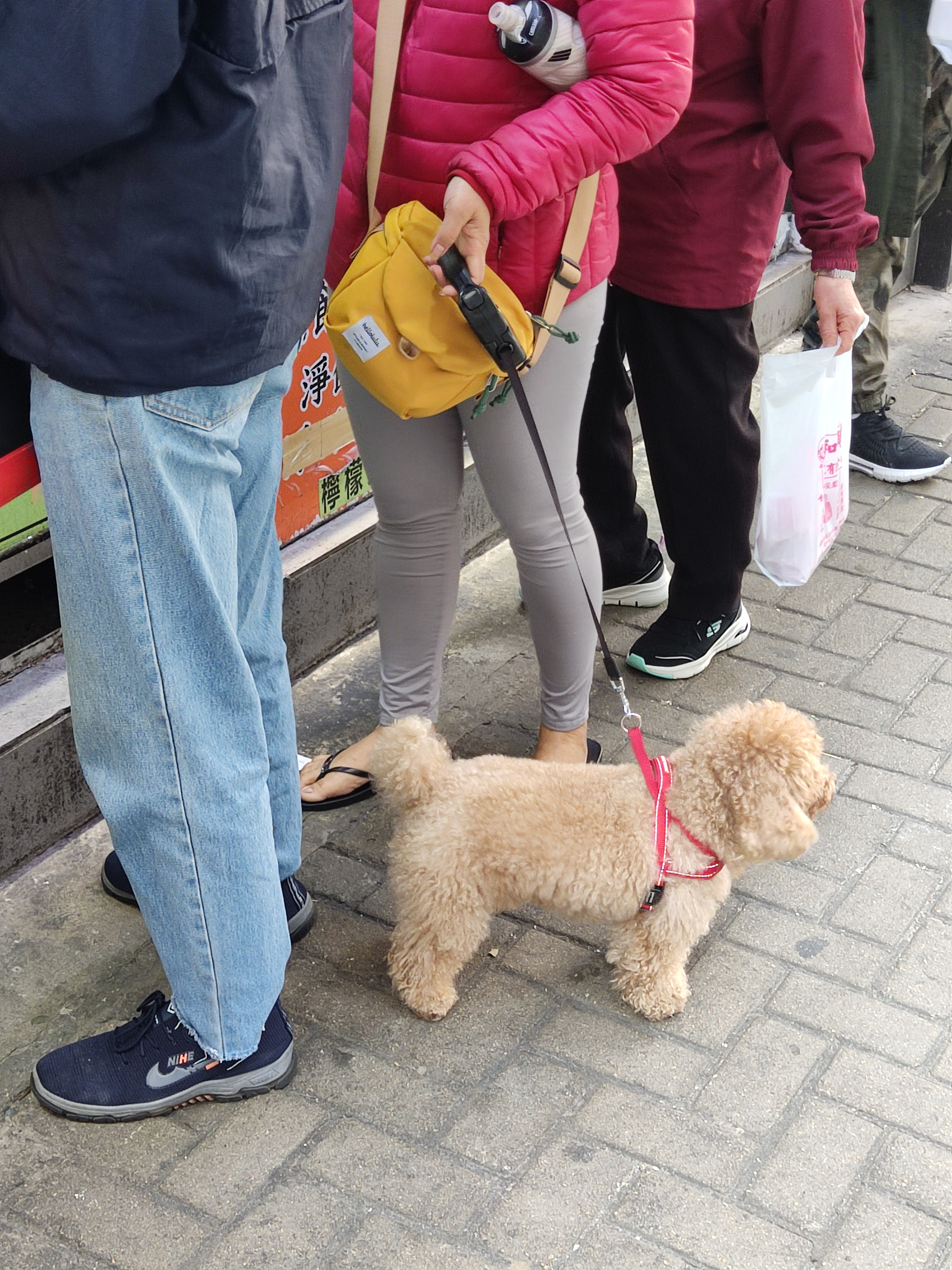
攜帶贵宾犬散步

## 工作犬與運動犬

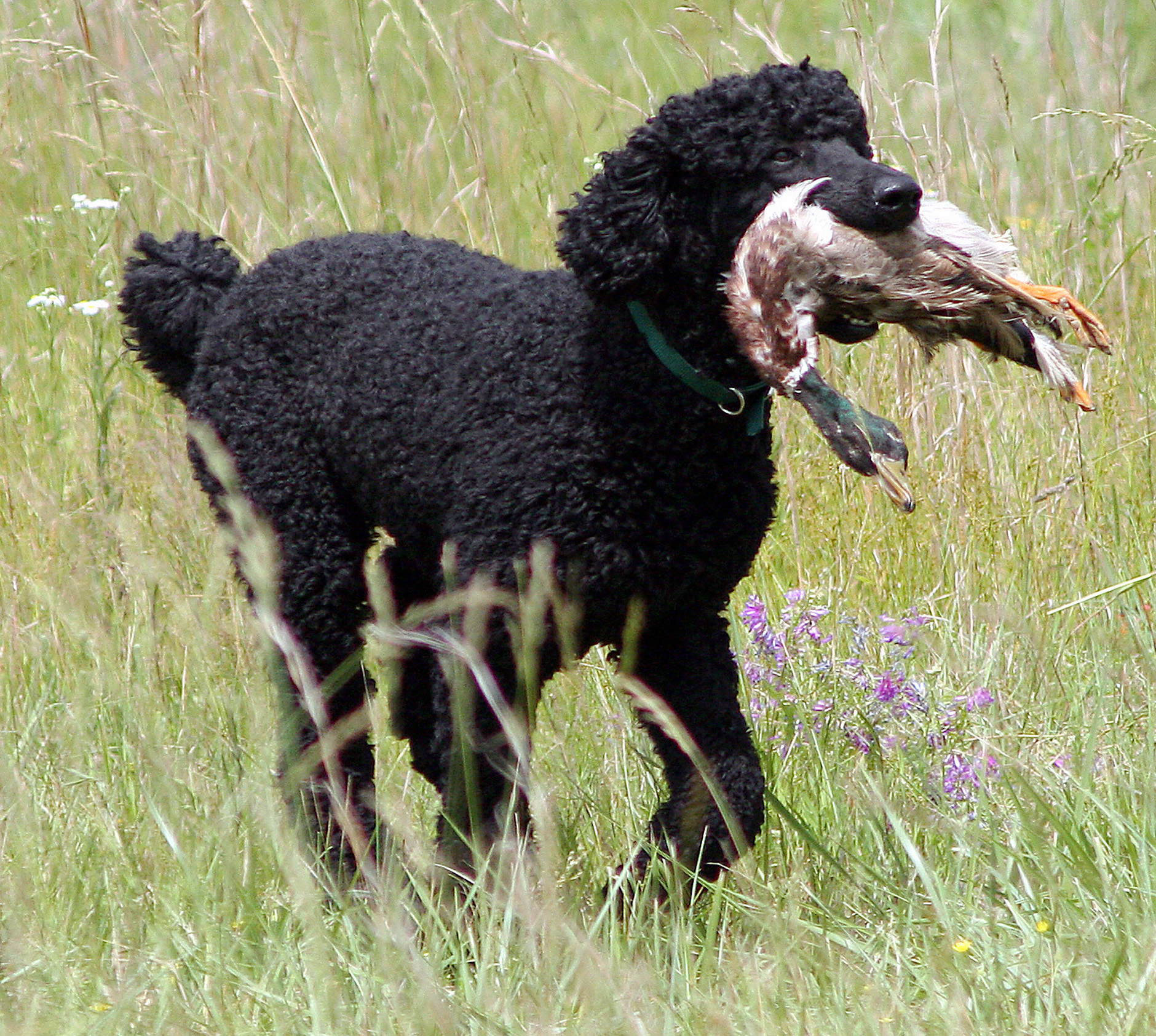
叼著獵物鴨子的貴賓犬。

1980 年代後期開始，美國和加拿大有育種者選擇具有獵鳥能力的狗，以恢復貴賓犬的狩獵能力。
或許因為聰明、容易訓練、以及本來就是獵犬，至少從 17 世紀開始就有軍隊使用貴賓犬工作，牠們可以被訓練到無視槍聲。在英國內戰期間，萊茵河的魯珀特親王從現屬德國之地，帶來了一隻白色貴賓獵犬，牠喜歡待在馬背上與主人一起參加戰鬥。拿破崙·波拿巴在回憶錄中提到，在馬倫戈戰役中，一位榴彈兵陣亡了，他的寵物貴賓犬忠心耿耿地陪著主人，舔他的臉，希望他能活過來。

## 健康問題
貴賓狗的皮膚較敏感，容易造成異位性皮膚炎，主要因為暴露於過敏原，加上天氣較潮濕所引起。貴賓狗的耳朵屬於垂耳型，常因耳朵覆蓋不透氣，而有耳垢悶臭、感染發炎的情況。可使用潔耳劑清潔汙垢，或是拔除耳朵入口附近的雜毛以保持通風，也可利用鉗子拔除耳朵內部雜毛。